# Liste des maires de Briançon
La liste des maires de Briançon présente la liste des maires de la commune française de Briançon, située dans le département des Hautes-Alpes en région Provence-Alpes-Côte d'Azur.

## Liste des maires

### À partir de 1791
| Période                                  | Période | Identité             | Étiquette | Qualité                                                                  |
| ---------------------------------------- | ------- | -------------------- | --------- | ------------------------------------------------------------------------ |
| Les données manquantes sont à compléter. |         |                      |           |                                                                          |
| 1791                                     |         | Jean-François Bonnot |           | Avocat Député                                                            |
| Les données manquantes sont à compléter. |         |                      |           |                                                                          |
| 1815                                     | 1815    | Louis Faure          |           | Député                                                                   |
| Les données manquantes sont à compléter. |         |                      |           |                                                                          |
|                                          |         | M. Vincent           |           |                                                                          |
| Les données manquantes sont à compléter. |         |                      |           |                                                                          |
|                                          |         | Adelphe Arduin       |           | Banquier Conseiller général de Briançon (1852-1858)                      |
| Les données manquantes sont à compléter. |         |                      |           |                                                                          |
|                                          |         | Honoré Chancel       |           | Conseiller général de Briançon Député                                    |
| Les données manquantes sont à compléter. |         |                      |           |                                                                          |
|                                          |         | François Meyer       |           | Avocat et avoué Conseiller général de Briançon                           |
| Les données manquantes sont à compléter. |         |                      |           |                                                                          |
| 1897                                     |         | Charles Vagnat       |           | Médecin Conseiller général de Briançon Sénateur                          |
| Les données manquantes sont à compléter. |         |                      |           |                                                                          |
|                                          |         | Hippolyte Escalle    |           | Conseiller général de Briançon                                           |
| Les données manquantes sont à compléter. |         |                      |           |                                                                          |
|                                          |         | Alphonse Blanchard   |           | Notaire Conseiller général Président du conseil général des Hautes-Alpes |

### Depuis 1945
| Période           | Période           | Identité          | Étiquette      | Qualité |
| ----------------- | ----------------- | ----------------- | -------------- | --- |
| 1945              | 1957              | Adrien Daurelle   | DVD            | Notaire, ancien résistant Conseiller général de Briançon (1945 → 1958) |
| 1957              | mars 1965         | Paul Blein        | SFIO puis DVG  | Conseiller général de Briançon (1964 → 1973) |
| mars 1965         | mars 1971         | Robert Garraud    | UNR puis UDR   | Chirurgien Ancien député des Hautes-Alpes (1958 → 1962) Ancien conseiller général de Briançon (1958 → 1964) |
| mars 1971         | mars 1983         | Paul Dijoud       | RI puis UDF-PR | Diplomate Secrétaire d'État (1973 → 1981) Député des Hautes-Alpes (2e circ.) (1967 → 1973 et 1974) Réélu en 1977 et 1978 |
| mars 1983         | décembre 1991     | Robert de Caumont | PS             | Administrateur civil, ancien sous-préfet Député des Hautes-Alpes (2e circ.) (1981 → 1986) Conseiller régional (1981 → 1992) Président du SIVOM du Briançonnais (1986 → 1990) Ancien conseiller général de Caen-Nord (1967 → 1973) Mandat écourté à la suite de la démission de 13 conseillers municipaux |
| 6 décembre 1991   | 25 mars 2001      | Alain Bayrou      | UDF-PR puis DL | Chef d'entreprise Conseiller régional (1986 → 2002) Conseiller général de Briançon-Sud (1988 → 2008) Président du conseil général (1998 → 2004) Ancien maire de Puy-Saint-Pierre (1983 → 1988) Élu à la suite d'une élection partielle,                                                                  |
| 25 mars 2001      | mai 2005          | Samuel Petermann  | UMP            | Démissionnaire |
| mai 2005          | 3 juillet 2009    | Alain Bayrou      | UMP            | Chef d'entreprise Conseiller général de Briançon-Sud (1988 → 2008) Président de la CC du Briançonnais (2001 → 2009) Démissionnaire |
| 3 juillet 2009    | 27 juillet 2009   | Michelle Scotti   |                | Première adjointe, maire par intérim |
| 28 juillet 2009   | 25 septembre 2009 | Gérard Mathieu    |                | Président de la délégation spéciale |
| 25 septembre 2009 | 3 juillet 2020    | Gérard Fromm      | PS puis DVG    | Vétérinaire retraité Conseiller général de Briançon-Nord (1998 → 2015) Conseiller départemental de Briançon-2 (2015 → 2021) Président de la CC du Briançonnais (2017 → 2020) Élu à la suite d'une élection partielle                                                                                     |
| 3 juillet 2020    | En cours          | Arnaud Murgia     | LR puis DVD    | Conseiller départemental de Briançon-1 (2015 → ) 5e vice-président du conseil départemental (2021 → ) Président de la CC du Briançonnais (2020 → ) |